# 镰荚棘豆
镰荚棘豆（学名：Oxytropis falcata）为豆科棘豆属下的一个种。